# Chiesa di Nostra Signora di Buoncammino (Oliena)
La chiesa di Nostra Signora di Buoncammino è un edificio religioso situato ad Oliena, centro abitato della Sardegna centrale. Consacrata al culto cattolico, fa parte della parrocchia di San Ignazio di Loyola, diocesi di Nuoro.

## Storia e descrizione
La chiesa dedicata a Nostra Signora di Buoncammino (Bonuhammìnu in sardo olianese) è situata nel rione di Sa Tirìa. La facciata presenta un campanile a vela con tre aperture. La sua struttura è molto semplice, costituita da un'unica navata composta da tre campate. Oltre all'ingresso principale, se ne trova un altro sul lato sinistro. Il semplice altare è sovrastato da una nicchia contenente la statua della Vergine. È circondata da un piccolo cortile recintato, chiuso da un grande cancello.